# Cladocora caespitosa
La madrepora a cuscino (Cladocora caespitosa (Linnaeus, 1758)), conosciuta comunemente anche come madrepora pagnotta per la tipica forma delle sue colonie, è una madrepora della classe Hexacorallia.

## Descrizione

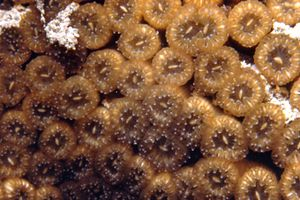

Polipi di colore granata chiaro, di circa 5 millimetri di diametro che formano colonie a forma di cuscino, in simbiosi con le zooxantelle del genere Symbiodinium. Produce depositi di carbonato di calcio con cui forma le teche calcaree in cui vive.
È la madrepora più grande del Mar Mediterraneo, raggiungendo anche i 50 centimetri di diametro.

## Distribuzione e habitat
È una specie endemica del mar Mediterraneo ove è segnalata già dal Pliocene superiore.

Comune su fondali rocciosi, da pochi metri fino a 60 metri di profondità.

Nel lago marino Veliko Jezero, all'interno della riserva naturale dell'isola di Mèleda in Croazia, è segnalata la presenza di una piccola barriera corallina costituita da Cladocora caespitosa. Si tratta di uno dei pochi casi di barriera corallina limitrofa al Mar Mediterraneo.

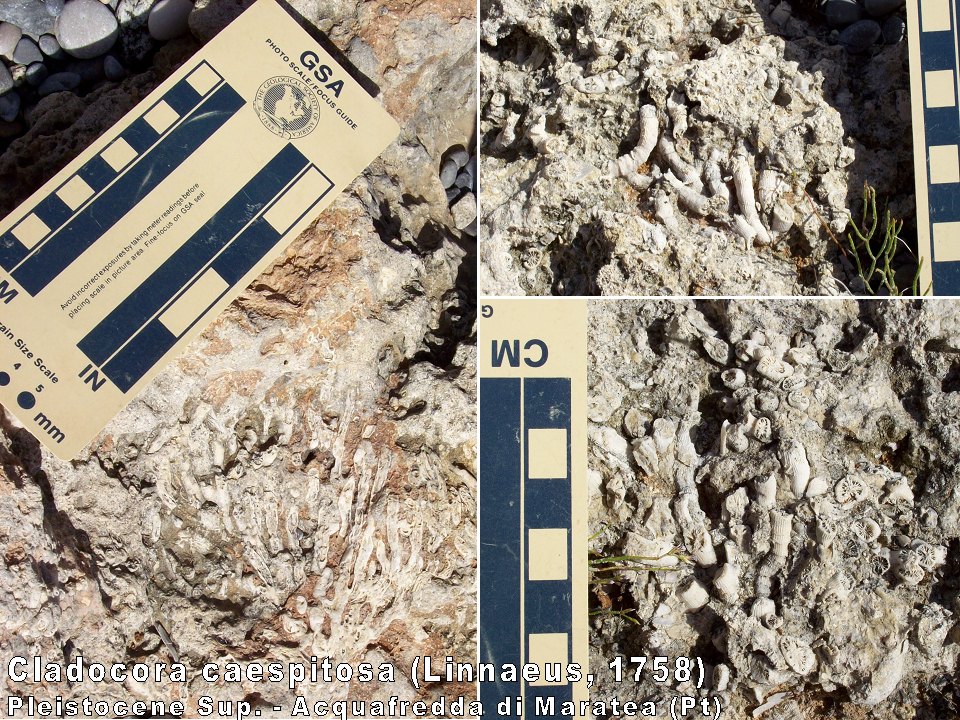
Colonie fossili di Cladocora caespitosa da Acquafredda di Maratea (Potenza). Pleistocene Superiore. Sono visibili: la forma a "cespuglio" delle colonie (foto a sinistra), la struttura esterna (a costellae longitudinali) e la struttura interna (a setti radiali) degli individui (foto a destra).

## Riproduzione
Le colonie si accrescono per gemmazione, ma la specie si diffonde tramite l'insediamento delle larve planctoniche sui substrati più adatti alla colonizzazione.